# Markering (Rees)
Markering is een officieuze benaming van een beeldengroep in Amsterdam Nieuw-West.
De groep van vier beelden is afkomstig uit een samenwerking tussen kunstenaar Adriaan Rees en kinderen uit de buurt van Stadspark Osdorp. De kunstenaar noemt ze zelf Kinderbeelden. De fantasiebeelden van geglazuurd aardewerk op sokkels van beton staan als een soort toegangspoorten nabij een tweetal bruggen (brug 765 en brug 786) die over de Hoekenesgracht naar het park leiden. De jeugd werd ingeschakeld vanuit de visie dat die niet zou vernielen waar de kinderen zelf aan meegewerkt hebben.

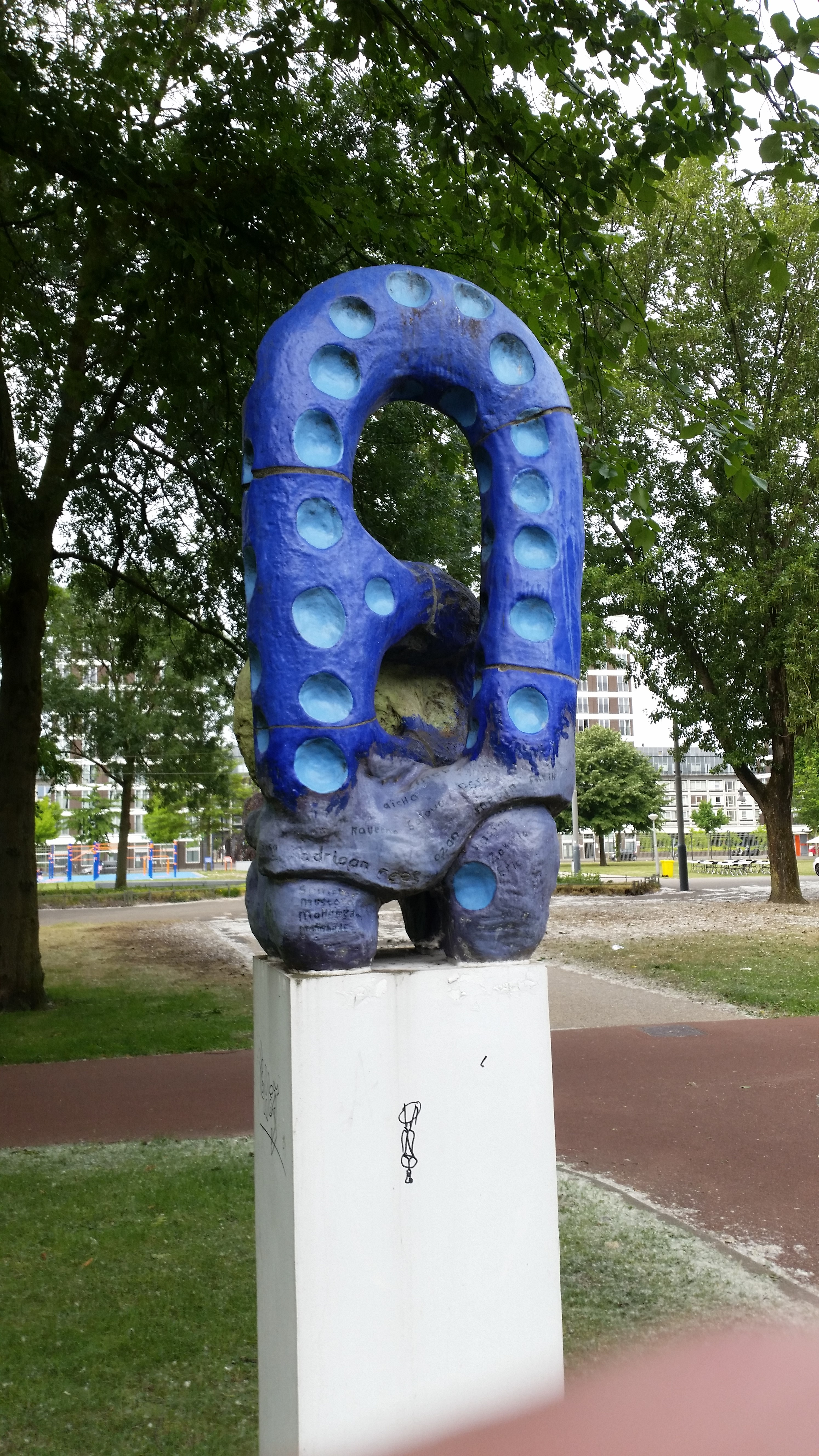
Een van de beelden (2018)
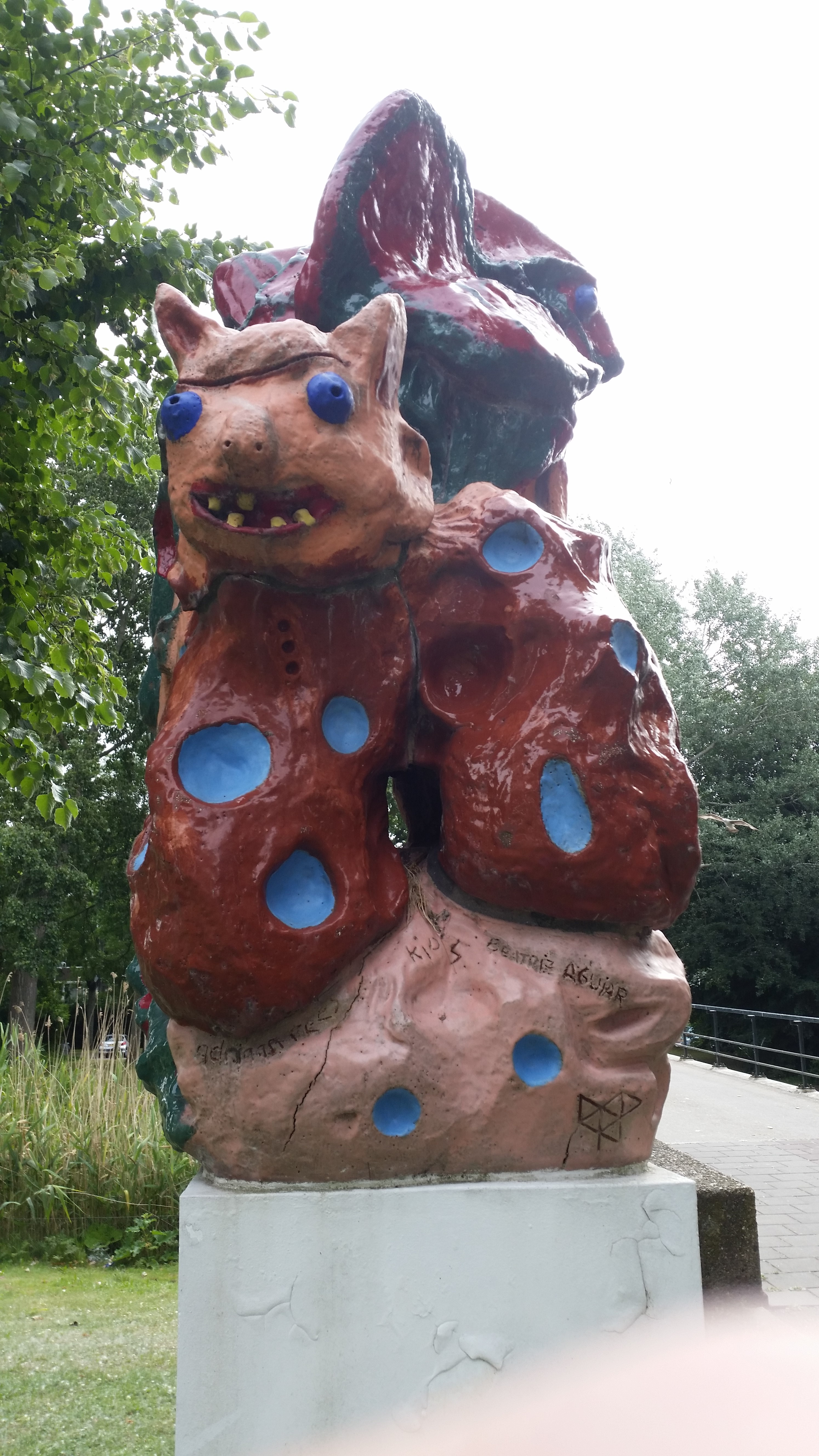
Een van de beelden (2018)
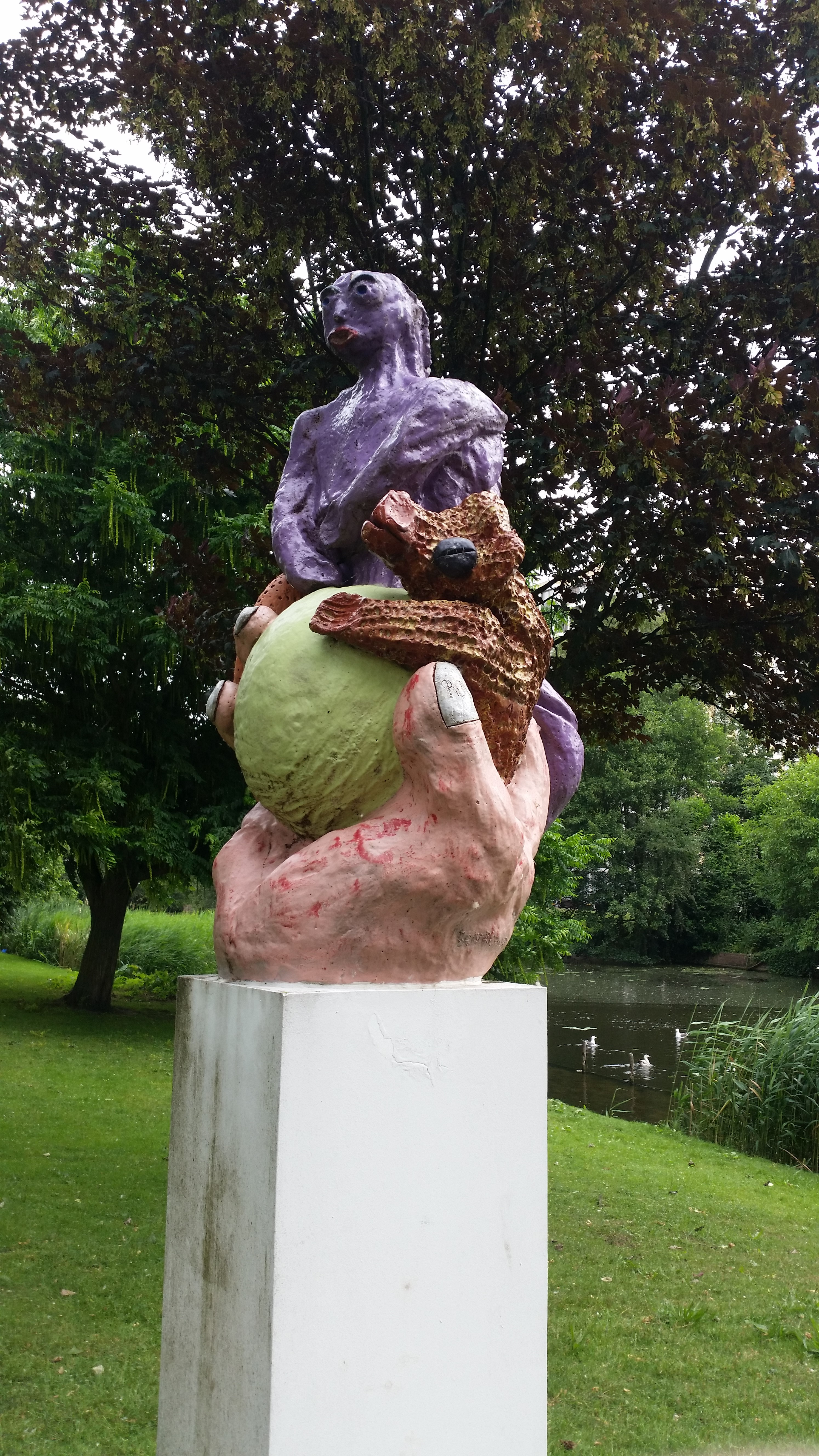
Een van de beelden (2018)
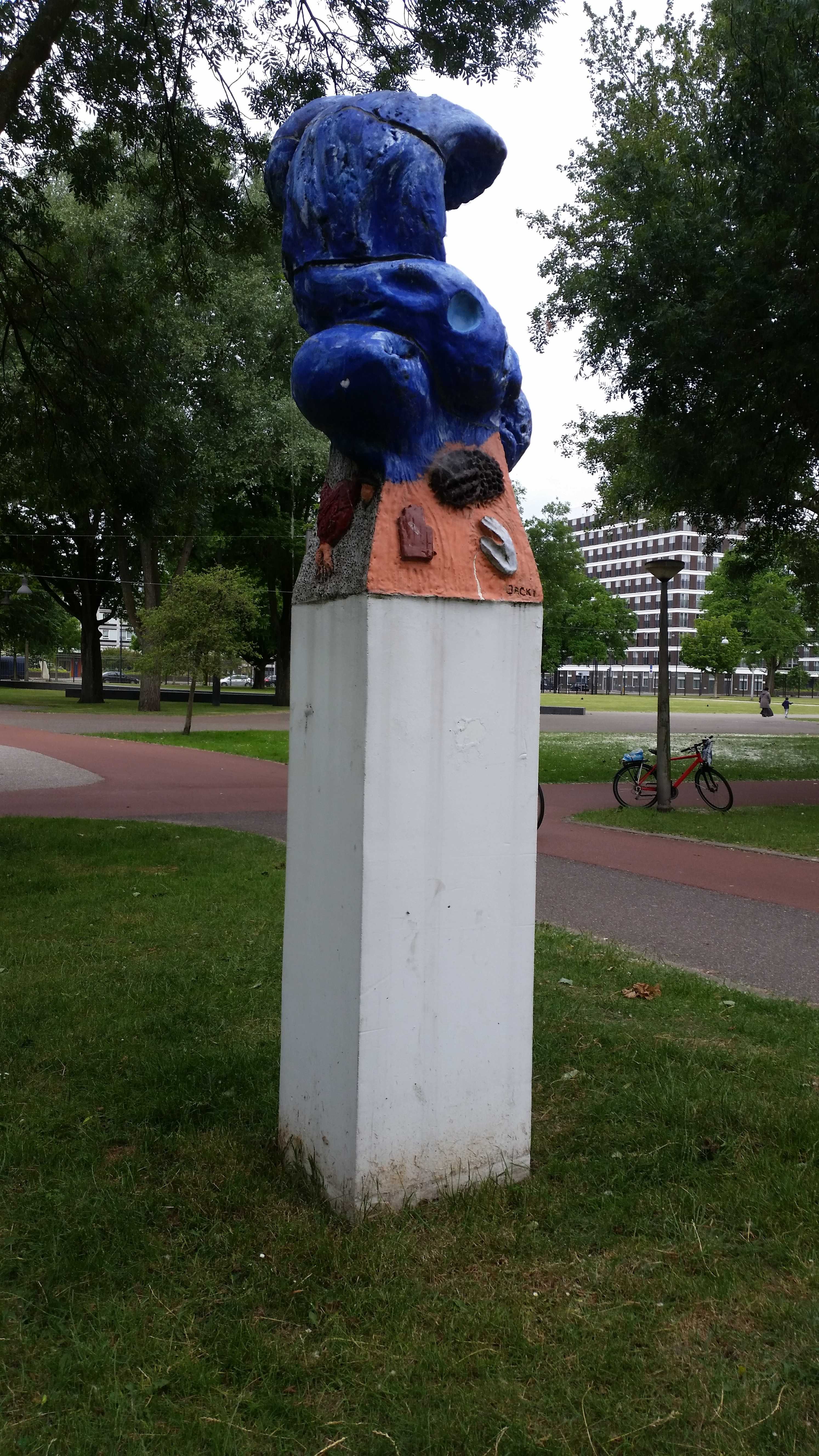
Een van de beelden (2018)